# Язопас Ґедрайтіс
Язопас Ґедрайтіс (1754-1838) — литовський письменник і католицький діяч. Автор перекладу Нового Завіту литовською мовою, який не був затверджений Папою Римським.

## Життєпис
Язщопас Ґедрайтіс народився 24 липня 1754 в маєтку Коссаковщізне (лит. Kamaraučizna) поблизу Вільнюса в сім'ї нащадка стародавнього литовського княжого роду ротмістра військ литовських князя Яна.

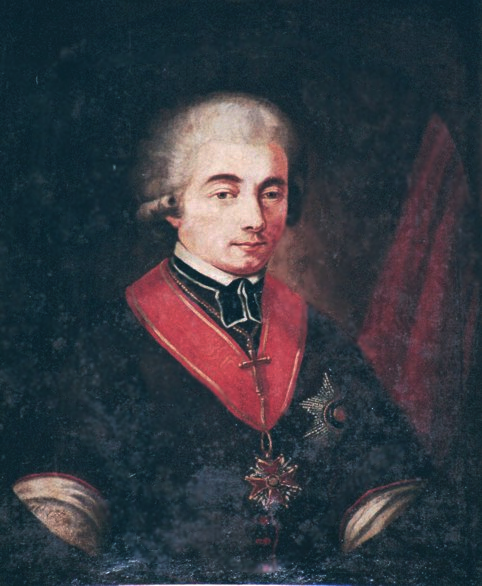
Князь Язопас Гедройц

У 1771 Ґедрайтіс вступив до Віленської духовної семінарії і ще під час перебування там, за підтримки іменитого дядька, отримав звання каноніка Інфлянтського.
У 1781 Ґедрайтіс був посвячений у капелани з призначенням плебаном в Лажев і поїхав до Риму для отримання подальшої освіти. Проживши там до 1785, подорожував Італією і Францією, рік пробув у Парижі і через Нідерланди та Німеччину повернувся на батьківщину.
Після повернення з-за кордону призначений у 1786 схоластиком жемайтським, у 1788 — першим прелатом і архідияконом жемайтським і в 1790 — коад'ютором свого дядька, єпископа Жемайтського князя Яна Стефана Ґедрайтіса, і єпископом Ортозійським «in partibus infidelium». У цьому ж році нагороджений польським орденом Святого Станіслава.
У 1795 році Язопас Ґедрайтіс їздив до Санкт-Петербурга делегатом від духовенства і обивателів князівства Жемайтського і отримав від Катерини II діамантовий хрест.
У 1801, по смерті свого дядька, став єпископом Жемайтським.
У 1829 нагороджений орденом Святої Анни 1-го ступеня.
Будучи членом Російського біблійного товариства, всупереч традиціям римської католицької церкви, котра не хотіла робити Святе Письмо доступним для народу, Ґедрайтіс, за підтримки могилевського архієпископа Станіслава Богуш-Сестренцевича переклав Новий Завіт литовською мовою і надрукував власним коштом. Цей переклад, що не цілком відповідав Вульгаті, накликав на Ґедрайтіса осуд і догану Папи Римського і був вилучений з обігу.
Князь Язопас Ґедрайтіс помер 17 липня 1838 в Ольсядах (лит. Alsėdžiai) і був похований у Ворнях, в усипальниці жемайтських єпископів.
Вкінці XIX — напочатку XX століття на сторінках Російського біографічного словника під редакцією А. А. Половцова говорилося: «Князь Ґедрайтіс належить до числа чудових литовських діячів. Він вчив словом і прикладом, що духовна і розумова діяльність і народна просвіта в Литві повинні виходити від освічених литвинів, і до самої смерті був зайнятий пошуком коштів для просвіти Жемайтського народу: засновував парафіяльні школи, повітові училища та гімназії…»